# Svetlana Fedotkina
Svetlana Aleksandrovna Fedotkina (Russisch: Светлана Александровна Федоткина) (Krasnojarsk, 22 juli 1967) is een (Sovjet-)Russische voormalig langebaanschaatsster. Ook volgde ze een studie gynaecologie tijdens haar schaatscarrière.
Ze nam deel aan de Olympische Winterspelen van 1994 in Lillehammer, waarbij ze de 500, 1000 en 1500 meter reed. Op de 500 en 1000 meter speelde ze geen rol voor de medailles en werd ze respectievelijk 20e en 11e. Maar op de 1500 meter behaalde Fedotkina de zilveren medaille achter de Oostenrijkse Emese Hunyady, maar wel voor topfavoriete Gunda Niemann. Later werd die prestatie op de 1500 meter van de Olympische Winterspelen van 1994 wel enigszins besmet. Ze werd in januari 1996 namelijk betrapt op het gebruik van doping, waarvoor ze twee jaar geschorst werd.
Ze nam twee keer plaats op het eindpodium bij de nationale allroundkampioenschappen van Rusland, in 1993 werd ze tweede en in 1995 kampioene.

## Persoonlijke records
| Afstand    | Tijd    | Datum            | Baan  |
| ---------- | ------- | ---------------- | ----- |
| 500 meter  | 41,05   | 19 februari 1994 | Hamar |
| 1000 meter | 1.20,26 | 5 december 1993  | Hamar |
| 1500 meter | 2.02,69 | 21 februari 1994 | Hamar |
| 3000 meter | 4.30,24 | 26 november 1992 | Medeo |
| 5000 meter | 8.16,20 | 24 november 1990 | Medeo |

## Resultaten
| Jaar | EK allround        | WK allround          | Olympische Spelen            | Wereldbeker                   |
| ---- | ------------------ | -------------------- | ---------------------------- | ----------------------------- |
| 1993 | NC14 (8, 6, 16, -) | NC20 (18, 24, 19, -) |                              |                               |
| 1994 |                    |                      | 20e 500m · 11e 1000m · 1500m | 35e 1000m 6e 1500m            |
| 1996 |                    |                      |                              | 31e 1000m 16e 1500m 31e 3k/5k |

NC# = niet gekwalificeerd voor de laatste afstand, maar wel als # geklasseerd in de eindrangschikking
(#, #, #, #) = afstandspositie op sprinttoernooi (500m, 1000m, 500m, 1000m) of op allroundtoernooi (500m, 3000m, 1500m, 5000m).
- = geen deelname